# Trichorthosia ferricola
Trichorthosia ferricola là một loài bướm đêm trong họ Noctuidae.